# Gia trang của Hummel

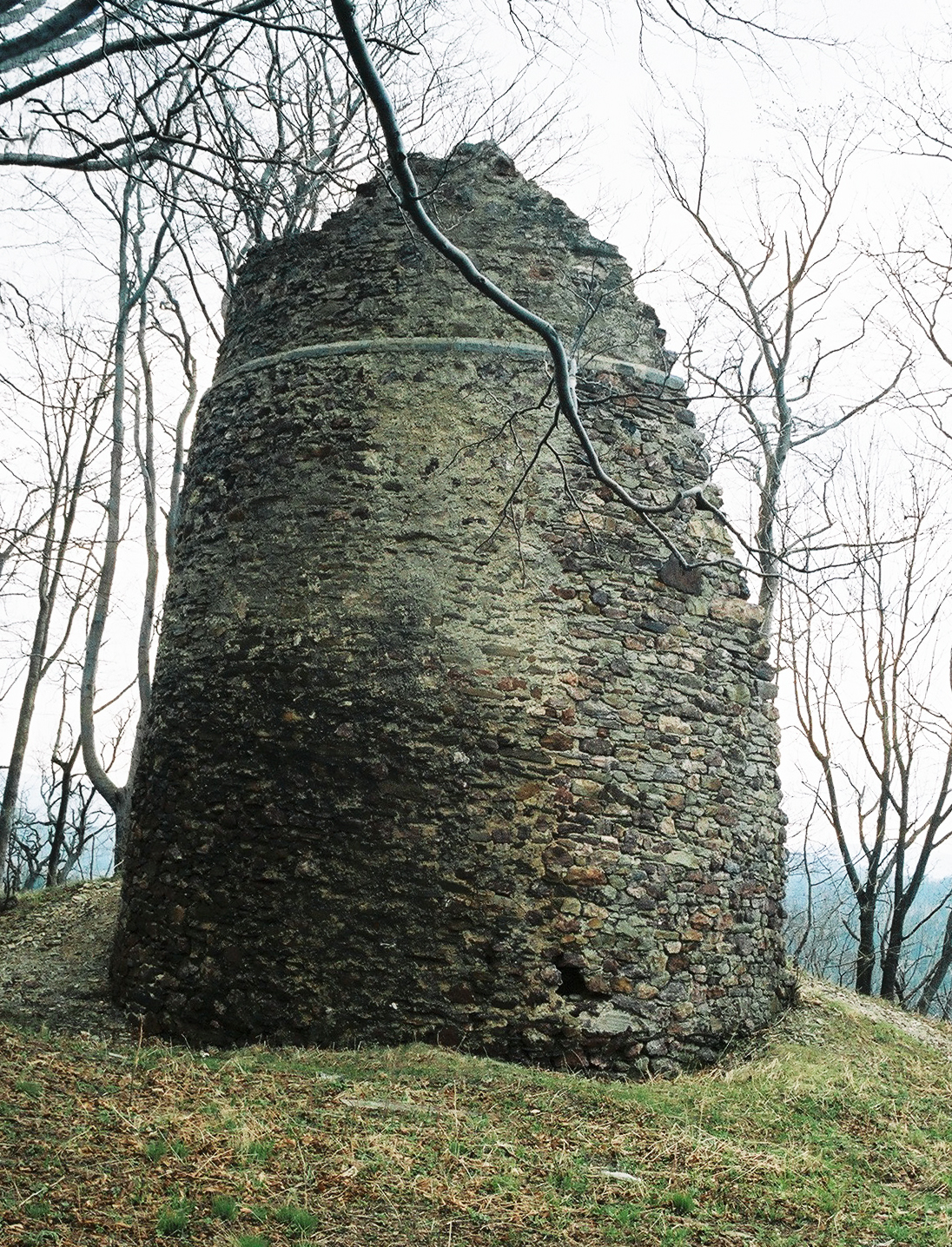
Tàn tích của lâu đài Hummel

Gia trang của Hummel (tiếng Séc: Homole) là một khu vực cảnh quan lịch sử ở phía tây của Quận Kladsko cũ (tiếng Đức: Grafschaft Glatz, Schlesien), sau đó là một phần của Bohemia, hiện ở Silesia, Ba Lan.

## Lâu đài Hummel
Tiêu điểm của Gia trang của Hummel là (Lâu đài Hummel (không còn tồn tại), nằm trên một ngọn núi phía trên thung lũng của sông Bystrzyca Dusznicka, khoảng 3  km về phía tây của Duszniki Zdrój (Dušníky, Bad Reinerz). Do vị trí địa lý của nó, nó bảo đảm con đường quan trọng từ Praha qua Đèo Hummel đến Kłodzko (Kladsko, Glatz) và Wrocław (Breslau, Vratislav), được gọi là Tuyến Ba Lan. Lâu đài Hummel được gọi bằng tiếng Đức: Landfried cho đến thế kỷ XV. Năm 1427, nó bị chinh phục bởi người Hussites, người đã sử dụng nó làm căn cứ cho các cuộc tấn công của họ vào Kladsko Land và Silesia lân cận. Trong thời kỳ này, tên tiếng Đức Landfried đã được thay thế bằng tên tiếng Séc Homole. Sau năm 1560, lâu đài không có người ở và đổ nát. Đại cử tri Palatine Otto Henry, Đại cử tri Palatine đã có những phác họa về lâu đài được thực hiện trong chuyến hành trình từ Neuburg an der Donau đến Cracow năm 1536. Những bản phác thảo này là những hình ảnh duy nhất còn sót lại của lâu đài trước khi nó bị phá hủy.

## Sự biến mất của Gia trang
Gia trang bị giải thể năm 1598. Rudolf của Stubenberg đã giành được phần lớn đất đai thuộc quyền sở hữu lâu đài. Hầu hết các thị trấn và làng mạc được giao cho Phòng Bohemian (Văn phòng kho báu để quản lý tài sản hoàng gia). Một số trong số chúng đã được Hoàng đế Leopold I bán cho thành phố Reinerz và Gia trang của Rückers vào năm 1684, để thanh toán cho chi phí của Đại chiến Thổ Nhĩ Kỳ.